# 周榆修
周榆修（1977年4月7日—），臺灣政治幕僚，台灣民眾黨籍。現任台灣民眾黨秘書長，曾任柯文哲競選辦公室主任、民主進步黨中央黨部青年發展部副主任、民進黨立法委員蘇巧慧國會助理等職。
2017年5月，周榆修加入柯文哲市府擔任市長室機要。
2020年被拔擢為臺北市政府社會局局長，負責興建社會住宅、危老建築重建都更，房市透明化等工作。
2023年11月，獲台灣民眾黨提名，入列2024年不分區立法委員提名人第34名。
2024年2月1日，出任台灣民眾黨秘書長。
2024年2月1日，民進黨召開第九次中評會會議，處理2022年地方選舉、2024年總統立委選舉以他黨或無黨籍參選、為他黨候選人助選以及各縣市黨部違紀除名案，開除周榆修等50人黨籍，儘管周榆修已於2023年10月19日退黨。
2024年3月14日，與黨主席柯文哲一同會晤將卸任的民進黨籍總統蔡英文，討論勞保年金改革、提升國防預算等法案議題。
2025年2月16日，民眾黨一級主管總辭後，新任黨主席黃國昌慰留周榆修持續擔任秘書長。
2025年4月9日，兼任代理民眾黨北市黨部主委。
2025年6月27日，因應大罷免風潮，黃國昌宣布組成「中央保安隊」支援高虹安，周榆修率領中央黨部進駐新竹市與既有反罷團體「新竹保安隊」、民眾黨新竹黨部等力量在街頭宣傳。

## 選舉紀錄
| 年度 | 選舉屆數             | 選舉區                                 | 所屬政黨   | 得票數    | 得票率 | 當選標記 | 備註             |
| ---- | -------------------- | -------------------------------------- | ---------- | --------- | ------ | -------- | ---------------- |
| 2024 | 第十一屆立法委員選舉 | 全國不分區及僑居國外國民立法委員選舉區 | 臺灣民眾黨 | 3,040,615 | 22.07% |          | 排名第34 當選8名 |

## 外部連結
| 政党职务      | 政党职务                               | 政党职务 |
| ------------- | -------------------------------------- | -------- |
| 臺灣民眾黨    |                                        |          |
| 前任： 周台竹 | 台灣民眾黨秘書長 第四任 2024年2月1日－ | 現任     |